# Borgward

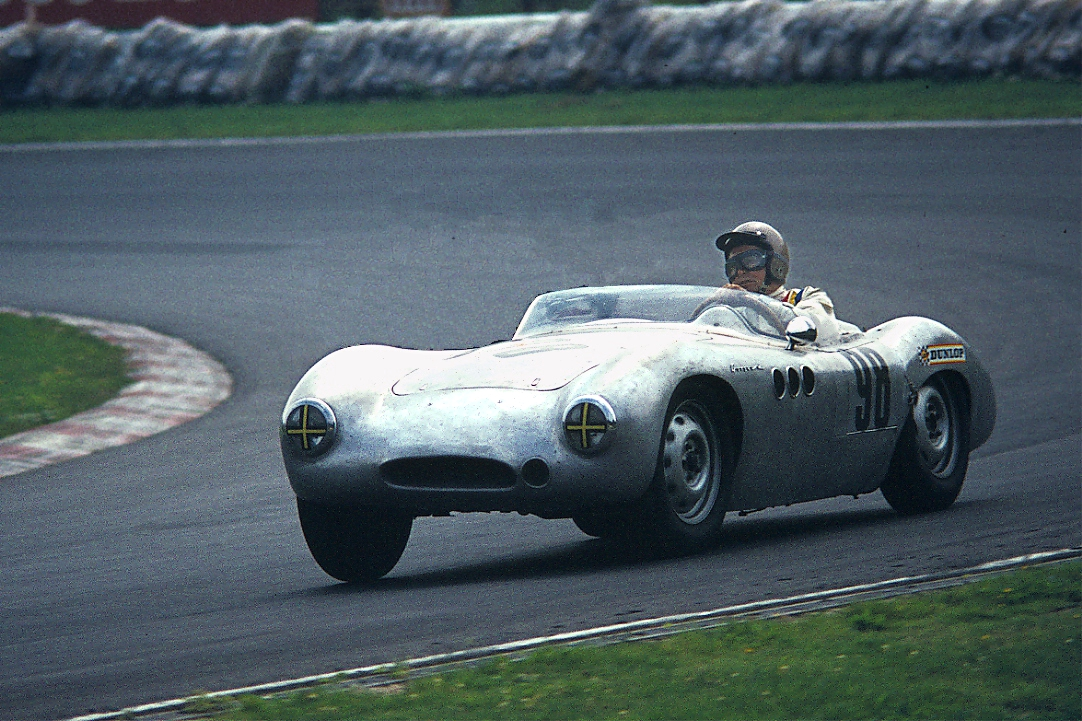
Borgward RS, Bj. 1954

Borgward era un constructor alemany de cotxes fundada l'any 1929 per Carl F. W. Borgward (10 de novembre del 1890 - 28 de juliol del 1963). Borgward tenia la seu a Bremen, Alemanya.
La companyia va participar en competicions automobilístiques i va arribar a disputar curses a la Fórmula 1.
Borgward va tancar portes l'any 1961 encara que la maquinària va ser venuda a Mèxic on es va continuar amb la producció fins a l'any 1970.

## Models

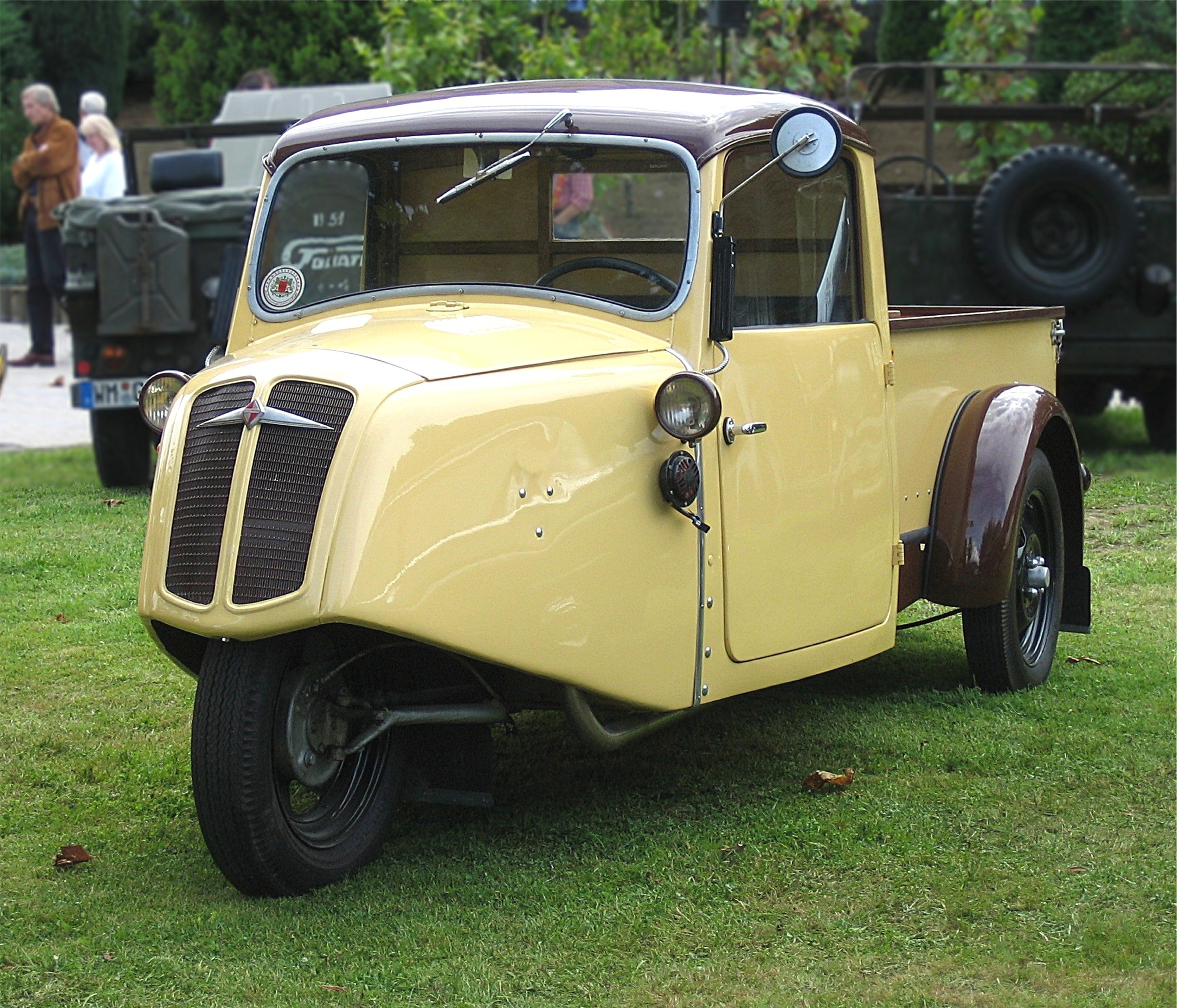
Borgward FW 200; 1938
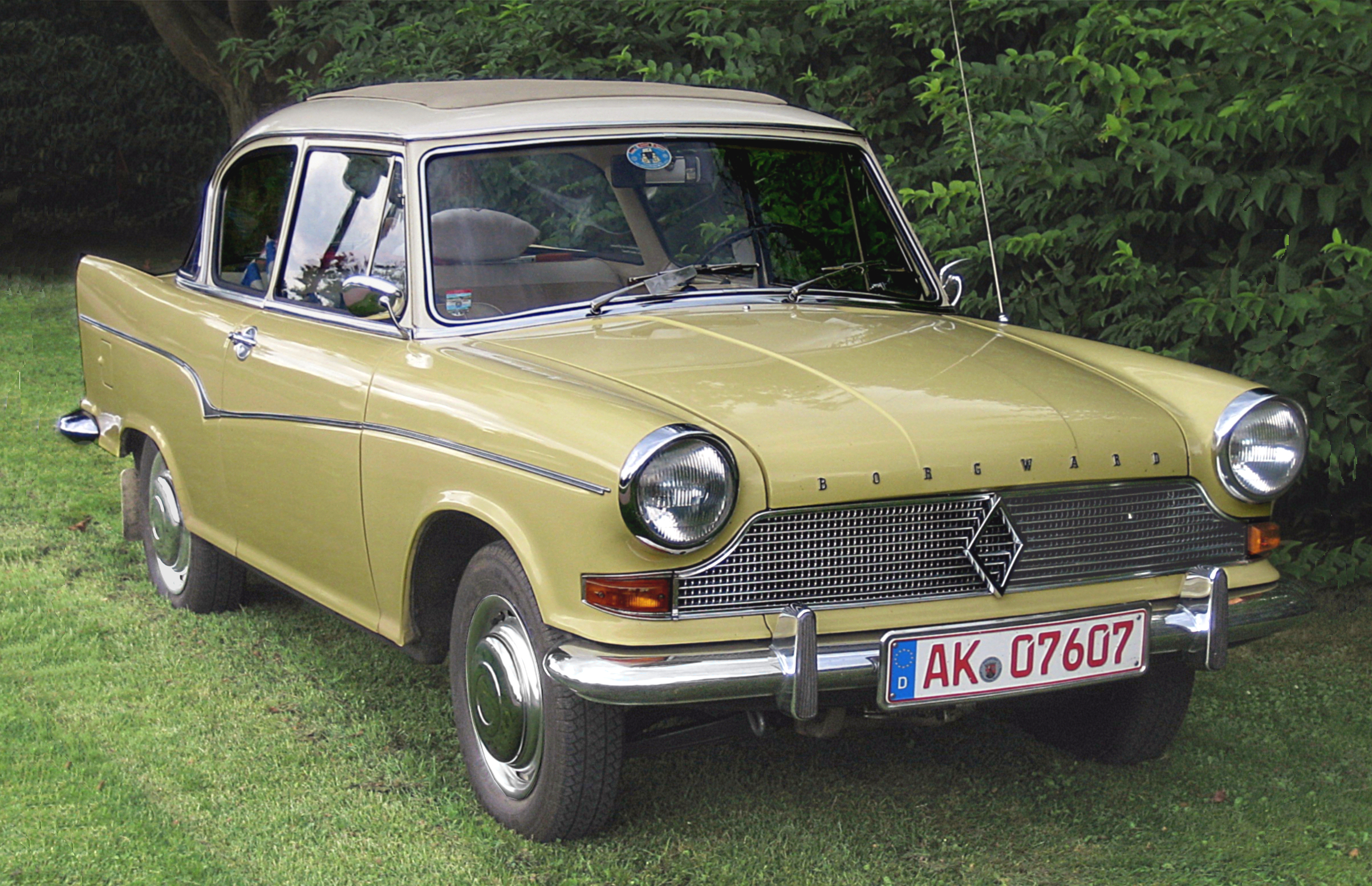
Borgward Arabella de Luxe
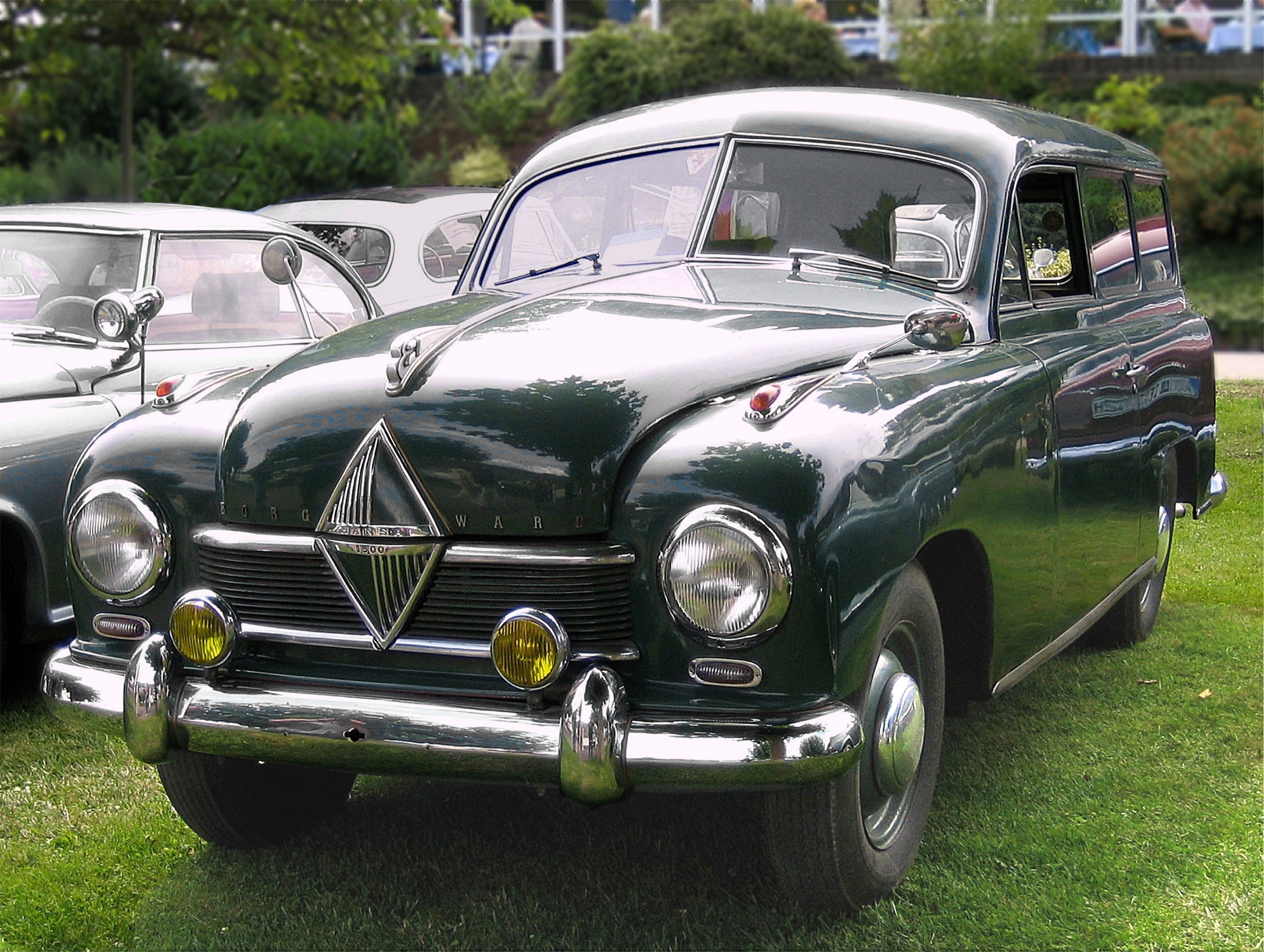
Borgward Hansa 1500 del 1952
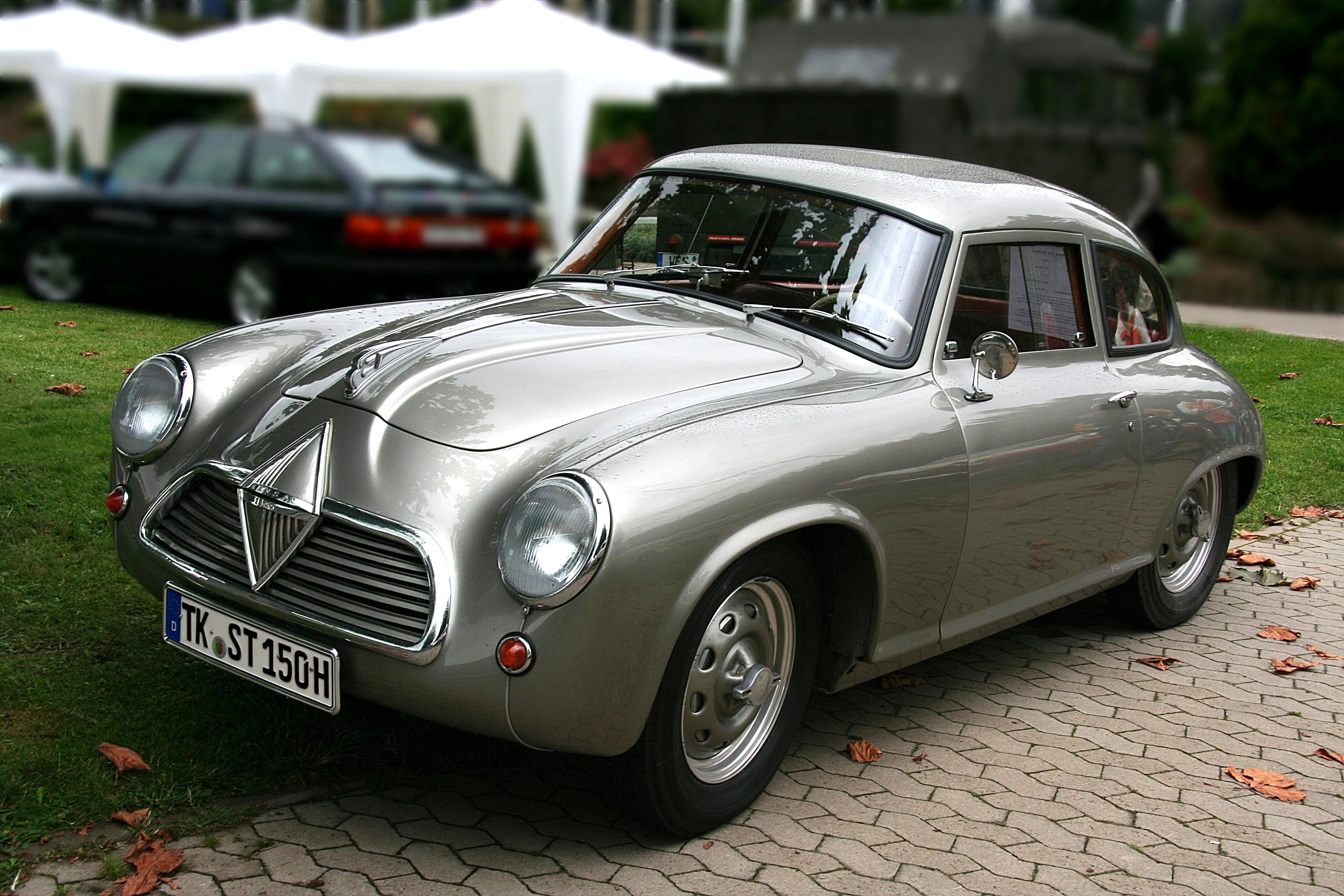
Borgward Hansa 1500 Sportcoupé (1954)
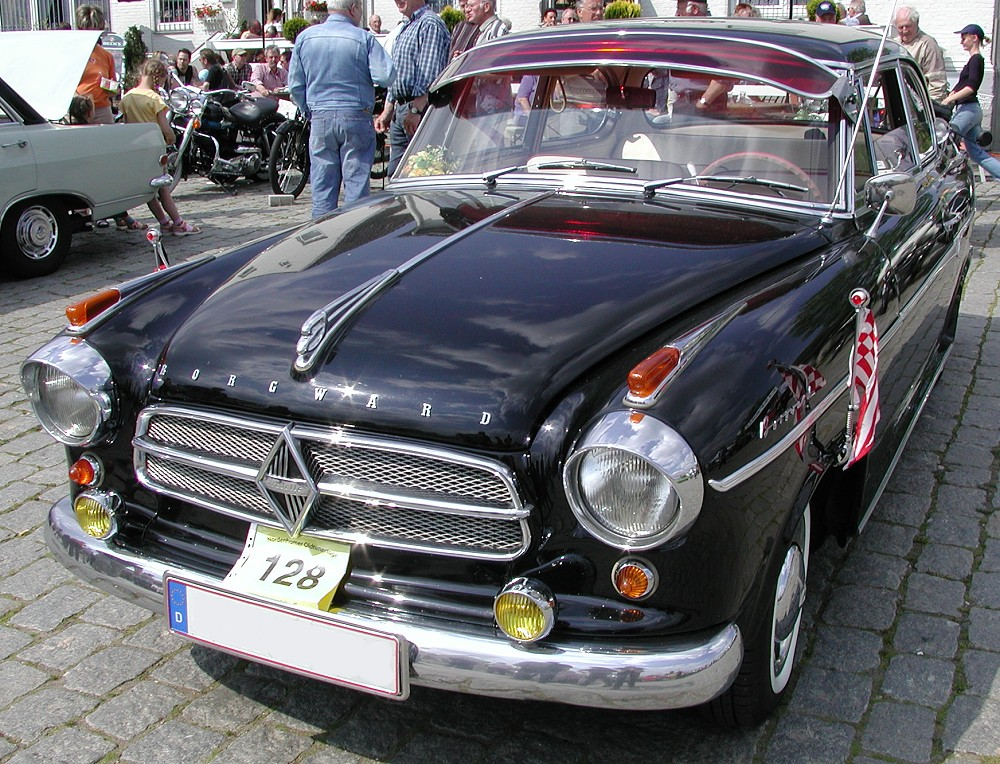
Isabella TS Deluxe
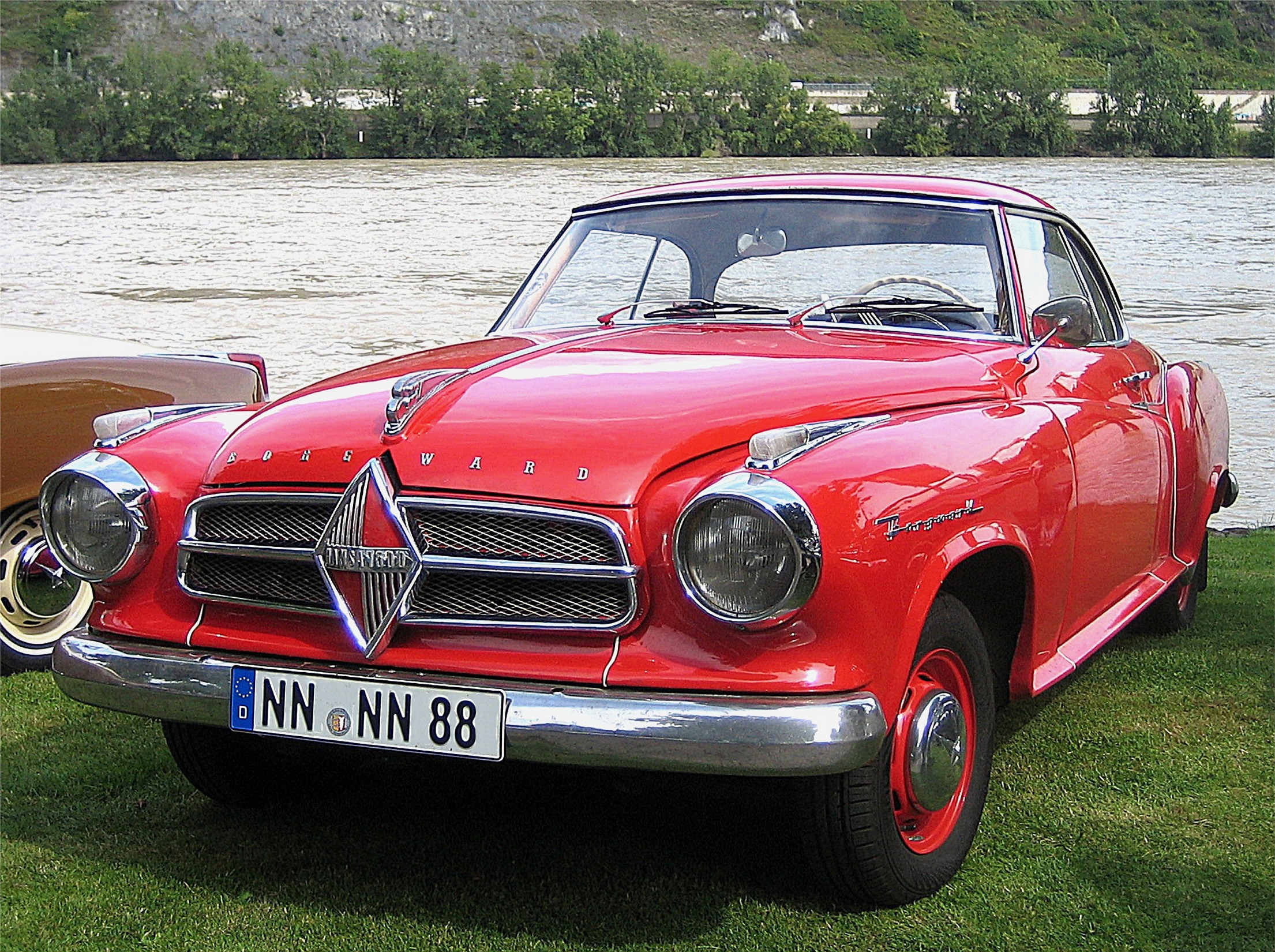
Borgward Isabella Coupé
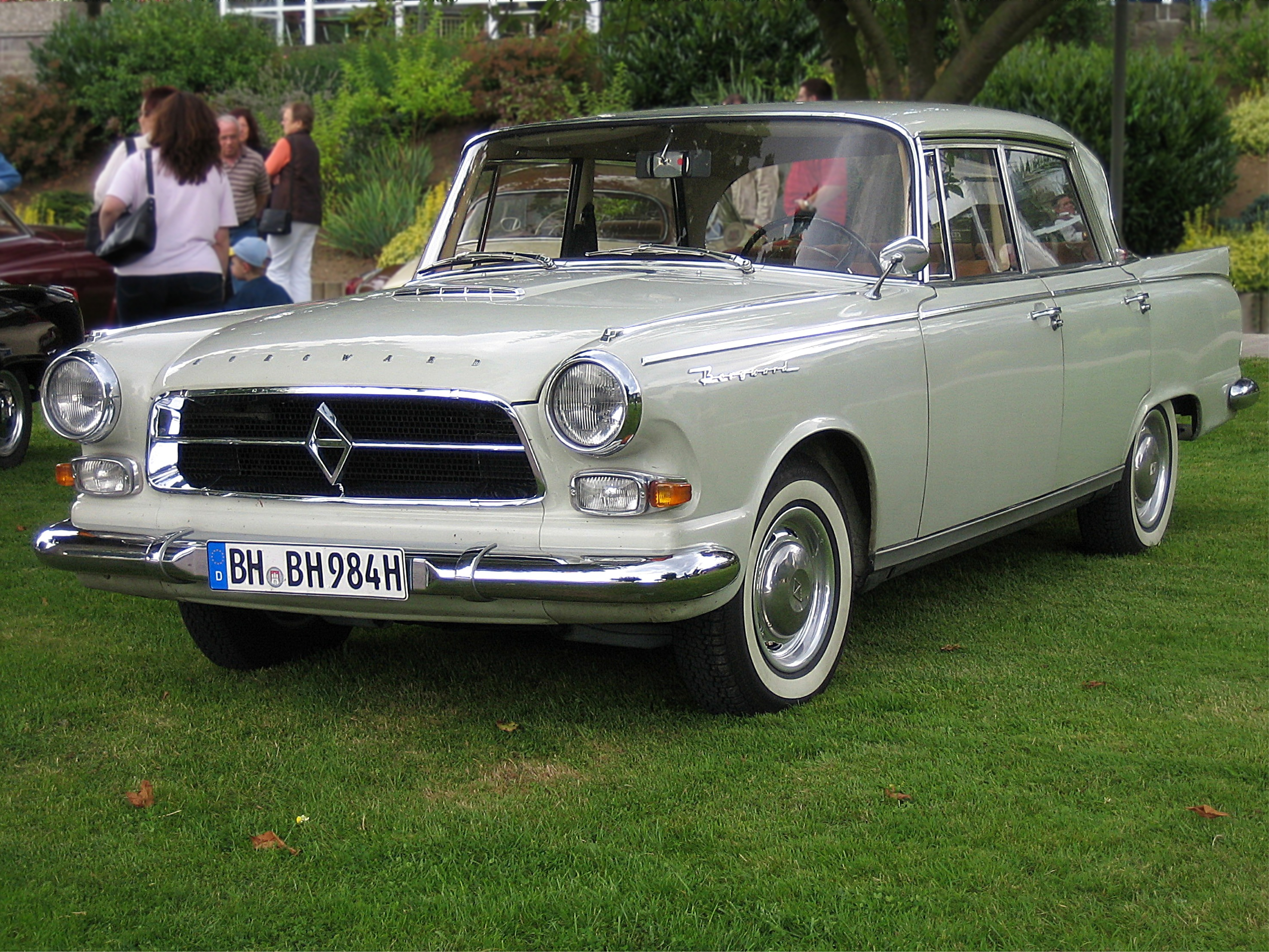
Borgward P100 amb deflectors d'aire
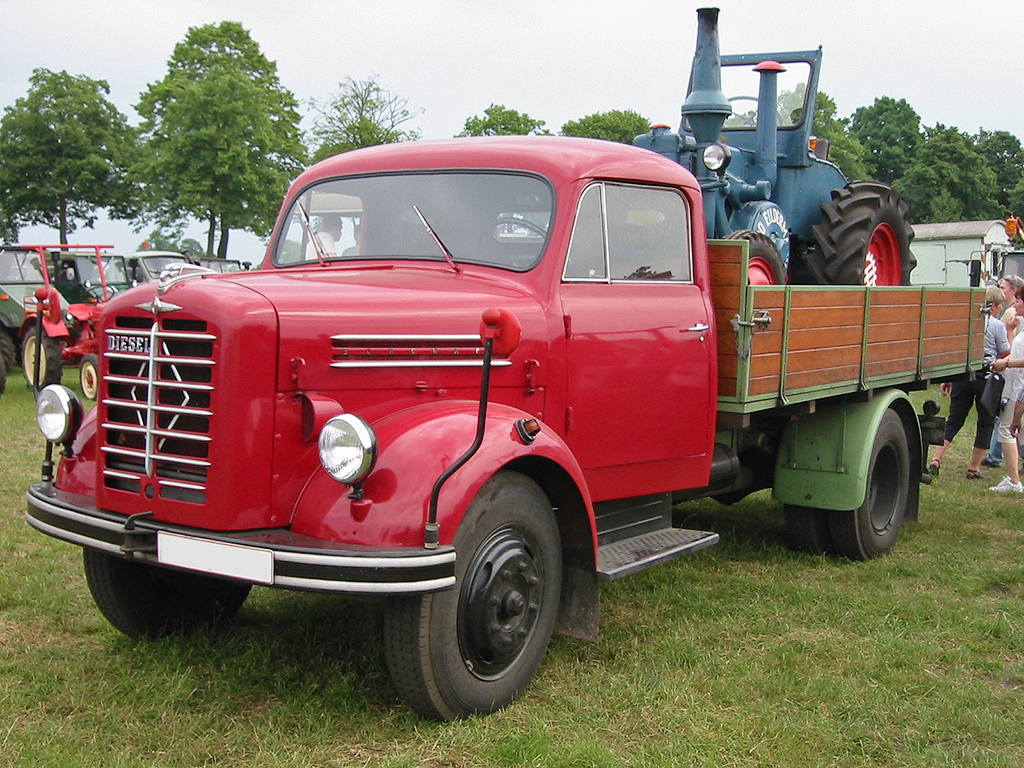
Borgward B4500 (1957)

## A la F1
Borgward va construir motors amb els quals va arribar a competir al campionat del món de la Fórmula 1 en diverses curses, debutant en el GP de la Gran Bretanya de la temporada 1959.

### Resultats a la F1
| Any  | Pilot              | 1   | 2   | 3   | 4   | 5       | 6       | 7       | 8   | 9       | 10  | Posició | Punts |
| ---- | ------------------ | --- | --- | --- | --- | ------- | ------- | ------- | --- | ------- | --- | ------- | ----- |
| 1959 | Mike Parkes        | MON | 500 | HOL | FRA | GBR NVQ |         |         |     |         |     | -       | 0     |
| 1959 | George Constantine |     |     |     |     |         | ALE     | POR     | ITA | USA Ret |     | -       | 0     |
| 1962 | Kurt Kuhnke        | HOL | MON | BEL | FRA | GBR     | ALE     | ITA NVS | USA | SUD     |     | -       | 0     |
| 1963 | Kurt Kuhnke        | MON | BEL | HOL | FRA | GBR     | ALE NVQ | ITA     | USA | MEX     | SUD | -       | 0     |

### Palmarès a la F1
- Curses: 4
- Victòries: 0
- Podiums: 0
- Punts: 0